# Ligne d'intégration laser
Pour les articles homonymes, voir LIL.
 (mars 2023).
Si vous disposez d'ouvrages ou d'articles de référence ou si vous connaissez des sites web de qualité traitant du thème abordé ici, merci de compléter l'article en donnant les références utiles à sa vérifiabilité et en les liant à la section « Notes et références ».
La Ligne d'intégration laser (LIL) est le prototype à l'échelle 1 d'une des trente futures chaînes laser du Laser Mégajoule, mis en œuvre par le Commissariat à l'énergie atomique.
La chaîne laser mesure 125 m de long et repose sur un bâti de 3,5 m de haut.
La LIL est tout à fait fonctionnelle, et, le 11 avril 2003, ce laser a obtenu une énergie de 9,5 kJ, ce qui constitue le record mondial d'énergie en lumière ultraviolette. Cette performance battait le précédent record de 5 kJ détenu par le département de l'Énergie des États-Unis avec le laser Nova (en). Un record que les États-Unis ont battu à nouveau avec 10 kJ à la fin du mois de mai de la même année.